# Wankaner
Wankaner fou un estat trinutari protegit de l'agència de Kathiawar, a la presidència de Bombai.
La superfície era de 1.075 km² i el territori muntanyós en general. La nissaga reial la va fundar Sartanji, fill de Prathirajji, al seu torn fill gran de Raj Chandrasinghji de Dhrangadhra (1584-1628), vers el 1605. El governant va signar un tractat amb els britànics el 1807. El 1862 va rebre sanad autoritzant l'adopció. La seva salutació era de 9 canonades i el títol de raj sahib. El poble de Khasta al districte d'Ahmedabad, pertanyia a Wankaner. La població era:
- 1881: 30.491 habitants
- 1891: 39.329 habitants
- 1901: 27.383 habitants
- 1931: 44.259 habitants

La capital era Wankaner (ciutat), l'única ciutat important i l'única municipalitat, i hi havia 101 pobles.
L'estat era de segona classe dins el Kathiawar. Els ingressos s'estimaven en 3 lakhs i pagava un tribut de 18.879 conjuntament al govern britànic i al nawab de Junagarh. La força de policia era de 71 homes i a més 13 irregulars muntats.

## Bandera
La bandera era rectangular vermella amb una vora pels quatre costats de color groc al seu torn rodejada d'una estreta vora vermella. Al centre brodat en daurat l'escut de l'estat.

## Llista de rages i maharanes
- Raj Saheb Sartanji o Sultanji 1605-1632
- Raj Saheb Man Singh Sultanji 1632-1653 (fill)
- Raj Saheb Rai Singh Mansinhji 1653-1679 (fill)
- Raj Saheb Chandrasinhji I Raisinhji 1679-1721 (fill)
- Raj Saheb Prithvirajji Chandrasinhji 1721-1728 (fill)
- Raj Saheb Kesarisinhji I Chandrasinhji 1728-1749 (fill)
- Raj Saheb Bharoji Kesarisinhji 1749-1784 (fill)
- Raj Saheb Kesarisinhji II Raisinhji 1784-1787 (net)
- Raj Saheb Chandrasinhji II Kesarisinhji (Raj Dosaji) 1787-1839 (fill)
- Raj Saheb Vakhatsinhji Chandrasinhji 1839-1860 (fill)
- Maharana Raj Saheb Shri Banesinhji Jaswantsihnji 1860-1881 (net)
- Maharana Raj Saheb Shri Sir Amarsinhji Banesinhji (Gangubha) 1881-1948 (fill, +1954)